# Treunitz
Treunitz – dzielnica gminy Königsfeld w Niemczech, w kraju związkowym Bawaria, w rejencji Górna Frankonia, w regionie Oberfranken-West, w powiecie Bamberg, we wspólnocie administracyjnej Steinfeld. Leży w Szwajcarii Frankońskiej, przy drodze krajowej B22. Liczy ok. 160 mieszkańców.
W dzielnicy znajdują się źródła rzeki Wiesent oraz miejsca do wspinaczki górskiej.

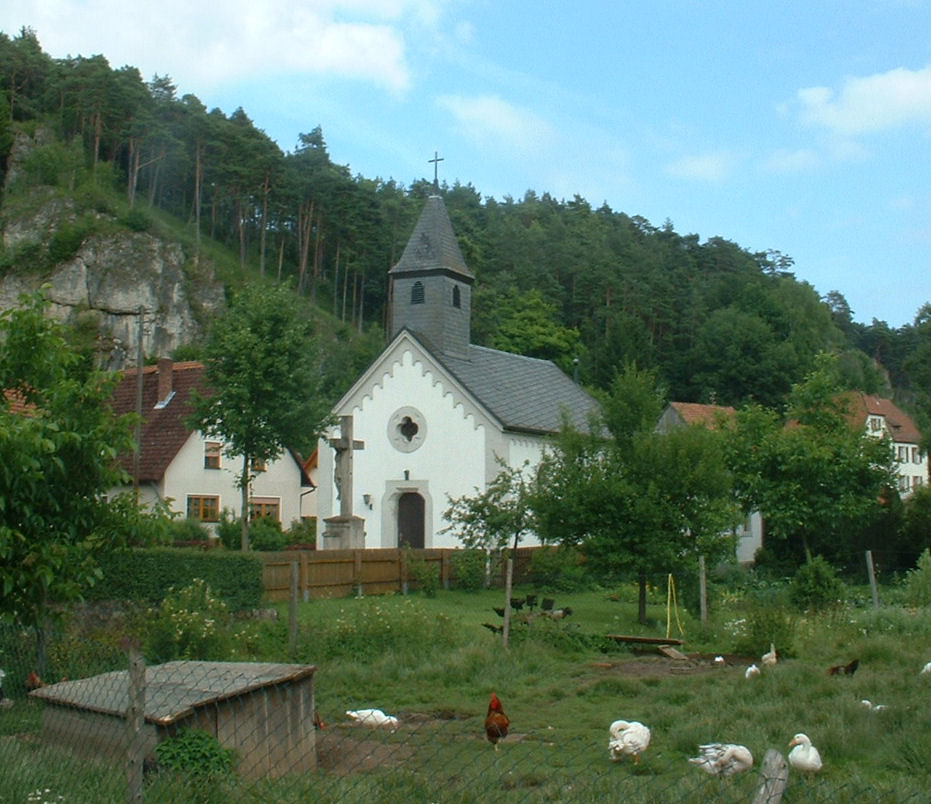
Kościół w Treunitz

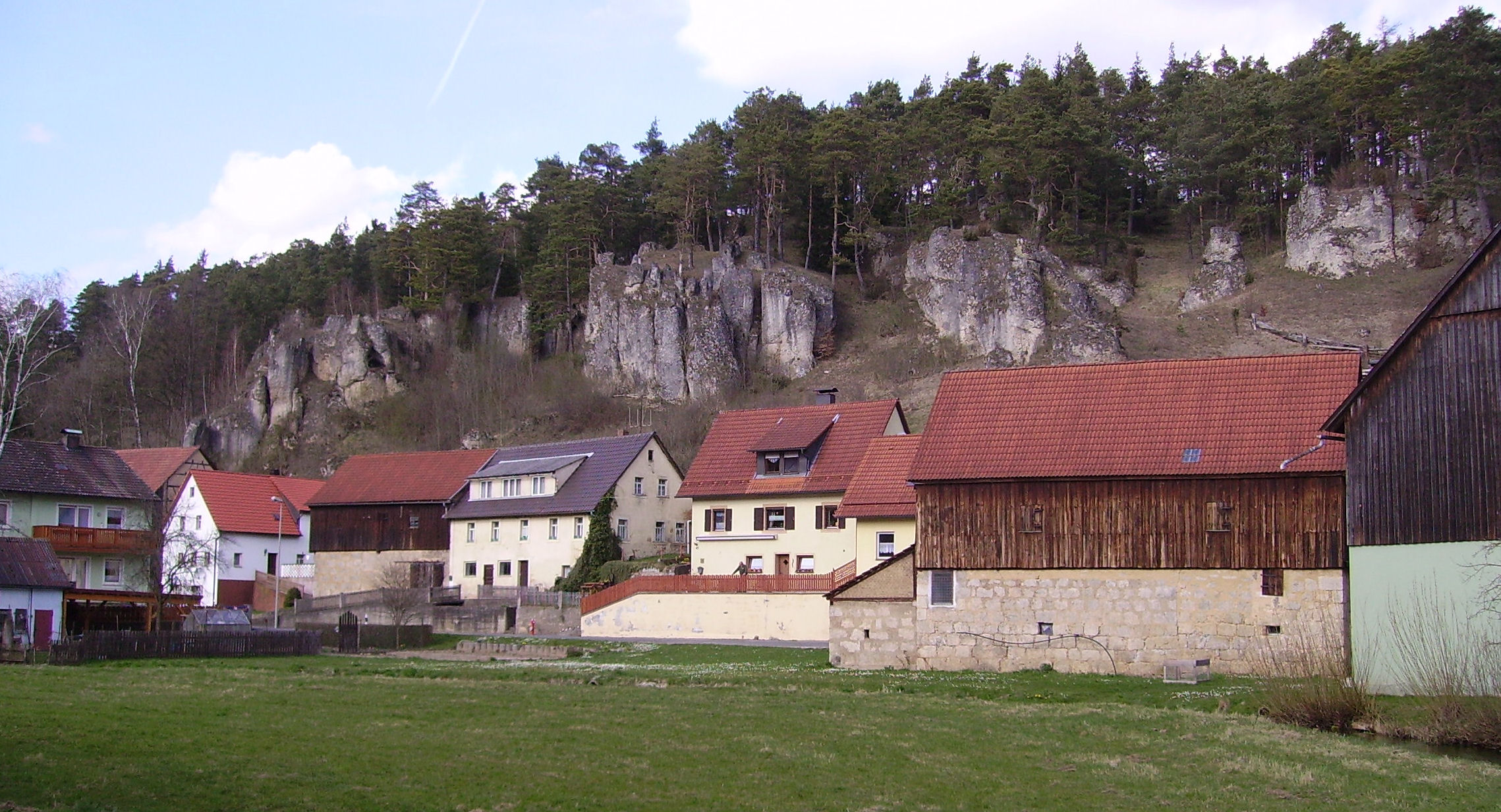
Górki w Treunitz